# Top Boy
Top Boy est une série télévisée britannique dramatique en 32 épisodes d'environ 50 minutes créée et écrite par Ronan Bennett, et diffusée entre le 31 octobre 2011 et le 10 septembre 2013 sur Channel 4, puis du 13 septembre 2019 au 7 septembre 2023 sur Netflix.
La série se déroule à Summerhouse, un quartier fictif située dans le borough londonien de Hackney du Grand Londres.

## Synopsis

### Saison 1: Summerhouse (2011)
La série suit les difficultés de Ra'Nell, qui doit faire face aux pièges de la vie dans la cité (estate en anglais) de Summerhouse, où règne la criminalité, après que sa mère, Lisa, a été admise dans un hôpital psychiatrique. Ra'Nell, qui s'est fait une réputation dans la cité pour son comportement instable après avoir poignardé son père violent, est calme et renfermé. Pendant que sa mère est à l'hôpital, il est pris en charge par son ami proche, Leon, qui était autrefois un exécuteur respecté de la cité, mais qui a depuis tiré un trait sur son passé. Pendant ce temps, Heather, l'amie de Lisa, demande l'aide de Ra'Nell pour cultiver du cannabis afin de gagner assez d'argent pour quitter la cité et élever son futur enfant dans un endroit plus sûr.
Pendant ce temps, son meilleur ami, Gem, est dépassé par les événements lorsqu'il commence à travailler comme dealer pour les caïds de Summerhouse, Dushane et Sully. Gem se laisse facilement convaincre et se retrouve à la merci de leur homme de confiance, Dris, qui est impitoyable et violent. Dushane et Sully gèrent ensemble la cité avec une relative facilité, mais lorsque Kamale, un dealer rival de London Fields, vole une grande partie de leur stock, ils sont obligés de traquer le voleur avant que leur fournisseur, Bobby Raikes, ne passe à l'action. L'urgence de la poursuite met en péril le partenariat de Dushane et Sully.

### Saison 2: Summerhouse (2013)
Après la découverte d'un corps par la police, Dushane, Sully et Dris sont arrêtés. Dushane réalise rapidement qu'il y a un mouchard dans leur équipe et doit faire face aux répercussions. Pendant ce temps, Sully tente de monter sa propre équipe pour rivaliser avec celle de Dushane avec son ami Mike, un ancien détenu limite psychopathe. Lorsqu'un accord avec les partenaires commerciaux albanais de Dushane tourne mal, ce dernier tente à nouveau d'obtenir l'aide de Sully pour les éliminer.
Un jeune dealer, Michael, commence à craindre pour sa vie lorsque la police le force à donner des informations qui pourraient emprisonner Dushane. Lisa doit faire face à l'expulsion de son commerce lorsque le propriétaire triple son loyer, tandis que Ra'Nell essaie de s'améliorer en participant à des épreuves de football pour jeunes. Gem a de gros problèmes avec le vicieux Vincent, qui l'utilise comme un pion pour conclure des affaires de drogue. Pendant ce temps, Sully entre en contact avec Jason, un garçon délaissé qui tente de survivre dans un monde rempli de drogues et de meurtres. Gem et son père déménagent à Ramsgate et Michael meurt.

### Saison 3 (2019)
Dushane a fui en Jamaïque, où il se débrouille en travaillant dans le magasin de location de voitures de son cousin. Lorsqu'il conclut un accord commercial avec un baron de la drogue emprisonné, Sugar, il retourne à Summerhouse pour vendre le produit de Sugar et redevenir "Top Boy". Cependant, une nouvelle équipe de London Fields, dirigée par l'impitoyable Jamie, ne tolérera pas que Dushane empiète sur son territoire.
Sully est en prison et est pris dans une lutte de pouvoir avec Modie, un trafiquant de drogue meurtrier qui dirigeait le gang rival de London Fields en l'absence de Dushane et Sully. Lorsque Sully est libéré, il reprend contact avec Jason et Gem pour commencer à vendre à Ramsgate. Pendant ce temps, Dris, victime d'une attaque cérébrale qui l'a laissé partiellement handicapé, se débat avec ses responsabilités au retour de Dushane. Jamie tente d'affirmer sa domination dans l'arrondissement, poussé à subvenir aux besoins de ses jeunes frères tandis que Dushane tente de reprendre le contrôle.

## Distribution

### Acteurs principaux
- Ashley Walters (VF : Daniel Njo Lobé) : Dushane Hill
- Kane Robinson (VF : Diouc Koma) : Gerard « Sully » Sullivan
- Shone Romulus : Dris Walsh (saisons 1 à 3)
- Malcolm Kamulete : Ra'Nell Smith (saisons 1 et 2)
- Sharon Duncan-Brewster : Lisa Smith (saisons 1 et 2)
- Giacomo Mancini : Gemel « Gem » Mustapha (saisons 1 et 2, récurrent saison 3)
- Kierston Wareing : Heather (saison 1)
- Nicholas Pinnock : Leon (saison 1)
- Xavien Russell : Michael (saison 2, récurrent saison 1)
- Micheal Ward (en) (VF : Mike Fédée) : Jamie Tovell (saisons 3 et 4)
- Jasmine Jobson (VF : Camille Donda) : Jacqueline « Jaq » Lawrence (saisons 3 à 5)
- Simbi Ajikawo (VF : Amélia Ewu) : Shelley (saisons 3 à 5)
- Hope Ikpoku Jr. (VF : Simon Koukissa-Barney) : Aaron Tovell (saisons 3 et 4)
- Araloyin Oshunremi (VF : Enzo Ratsito) : Stefan Tovell (saisons 3 à 5)
- Keiyon Cook : Atticus « Ats » Ayittey (saison 3)
- Jolade Obasola (VF : Emmanuelle Rivière) : Amma Ayittey (saisons 3 et 4)
- Kadeem Ramsay (VF : Nathanel Alimi) : Kit (saisons 3 et 4)
- Lisa Dwan (en) (VF : Anne Massoteau) : Lizzie Kilfauns (saisons 3 et 4)
- Saffron Hocking (en) : Lauryn (saison 4, apparitions dans la saison 3)
- Natalie Bianaca Athanasiou (en) : Mandy (saison 5, récurrente saison 4, invitée saison 2)
- Adwoa Aboah : Becks (saison 5, récurrente saison 4)
- Savannah Graham : Erin Wright (saison 5, récurrente saisons 2 et 3)

### Acteurs récurrents
- Letitia Wright : Chantelle (saison 1)
- Geoff Bell : Bobby Raikes (saison 1)
- David Hayman : Joe (saisons 1 et 2)
- Benedict Wong : Vincent (saisons 1 et 2)
- Cyrus Desir : Lee Greene (saison 1)
- Tayo Jarrett : Kamale Lewis (saison 1)
- Chiefer Appiah : Ninja (saisons 1 et 2)
- Richie Campbell : Chris Hill, le frère de Dushane (saisons 1, 3 et 4)
- Marsha Millar (VF : Laurence Charpentier) : Pat (saisons 1, 3 et 4)
- Clare-Hope Ashitey (VF : Aurélie Konaté) : Taylor (saisons 1, 3 et 4)
- Paul Anderson : Mike (saison 2)
- Ashley Thomas : Jermaine Newton, le cousin de Sully (saisons 2 et 4)
- Ricky Smarts (VF : Adrien Larmande) : Jason (saisons 2 et 3)
- Lorraine Burroughs : Rhianna Parkes, l'avocate de Dushane (saison 2)
- Nabil Elouahabi : Mr Mustapha (saison 2)
- Michaela Coel : Kayla Thomas (saison 2)
- Monique Day : Nevaeh (saison 2)
- Weruche Opia : Nafisa (saison 2)
- Noah Maxwell Clarke : Shaheed (saison 2)
- Kasey McKellar : R-Marni (saison 2)
- Andreas Andreou : Collins (saison 2)
- David Omoregie (VF : Vincent Bonnasseau) : Modie (saison 3)
- Seraphina Beh : Farah (saisons 3 et 4)
- Kola Bokinni (VF : Donald Reignoux) : Leyton (saison 3)
- Alessandro Babalola : Haze (saison 3)
- Saffron Hocking (VF : Fouzia Youssef-Holland) : Lauren (saison 3)
- Joshua Blissett (VF : ? puis Kévin Goffette) : Kieron (saisons 3 à 5)
- Isla Jackson Ritchie (VF : Marie Bouvet) : Sarah (saisons 3 et 4)
- Josef Altin : Lee (saisons 3 et 4)
- Elizabeth Tan : Maude (saisons 3 et 4)
- Unique Spencer : Abby (saisons 3 et 4)
- Kiko Armstong (VF : Romain Altché) : Donovan (saison 3)
- Shaun Digwall : Jeffrey Daughton (saisons 3 à 5)
- Michelle Newell (en) (VF : Pascale Vital) : Lithe
- Dudley O'Shaughnessy : Si (saisons 3 à 5)
- Reniko Francis : Tyrone (saisons 3 à 5)
- Nyshai Caynes : Romeo « Romy » Thompson (saisons 3 à 5)
- Dan Connolly : Tim Braithwaite (saison 4)
- Mustapha Abourachid : Mounir (saison 4)
- Howard Charles : Curtis (saison 4)
- Erin Kellyman (VF : Sara Chambin) : Pebbles (saison 4)
- Joséphine de La Baume : Delphine (saison 4)
- Christopher Fulford (VF : Nicolas Marié) : Wilson Lee (saisons 4 et 5)
- Helder Fernandes : Ali (saison 5)
- Kenneth Omole : Obi (saison 5)
- Fiona Skinner : Marriene (saison 5)
- Brindley Terence : Bill (saison 5)
- Arsher Ali (en) : Isaac Latif (saison 5)

 Source et légende : version française (VF) sur RS Doublage

## Production
La première saison a été diffusée sur Channel 4 pendant quatre nuits consécutives du 31 octobre au 3 novembre 2011. Une sortie en DVD de la première série a suivi le 22 juillet 2013. Une deuxième saison a commencé à être diffusée sur Channel 4 du 20 août 2013 au 10 septembre 2013. Une sortie en DVD de la deuxième série a suivi le 16 septembre 2013. Bien que des intrigues pour une troisième saison aient été proposées, la série a été abandonnée par Channel 4 en 2014. À la suite de l'intérêt du rappeur canadien Drake, il a été annoncé en novembre 2017 que Netflix allait relancer la série et commander une nouvelle saison de dix épisodes, avec Ashley Walters et Kane Robinson reprenant leurs rôles respectifs. Le créateur de la série, Ronan Bennett, est revenu pour écrire la plupart des épisodes, avec l'équipe créative d'origine. Drake, Adel Nur, Maverick Carter et Jamal Henderson ont tous rejoint la série en tant que producteurs exécutifs. La troisième saison a été diffusée pour la première fois sur Netflix le 13 septembre 2019. Elle a été présentée comme la première saison, tandis que la série originale a été ajoutée à Netflix sous le titre de Top Boy : Summerhouse.

### Lieux de tournage
La production a visité plusieurs endroits dans le comté du Kent pour la saison 3. Le tournage a eu lieu dans la ville de Margate à Walpole Bay et Fulsam Rock Beach et dans les rues avoisinantes, y compris Athelstan Road. La production a également visité la ville de Ramsgate, où ils ont tourné à Jacob's Ladder, à l'extérieur du pub Rose of England sur High Street et Ramsgate Station. En outre, Gordon Place à Gravesend et la cité De Beauvoir dans le borough londonien de Hackney ont été utilisés pour représenter le fictif quartier de Summerhouse à Londres. La série se déroulant à Hackney, la plupart des tournages ont eu lieu dans le quartier, notamment à Dalston, Haggerston et London Fields. Les scènes judiciaires de la saison 4 ont été tournées dans l'ancienne Cour d'assises de Blackfriars.

### Fiche technique
- Titre original et français : Top Boy: Summerhouse (saisons 1 et 2) et Top Boy (depuis la saison 3)
- Création : Ronan Bennett
- Production : Ronan Bennett, Charles Steel, Alasdair Flind, Laura Hastings-Smith, Yvonne Isimeme Ibazebo, Aubrey Graham, Adel Nur, Maverick Carter et Jamal Henderson
- Composition : Brian Eno et Michael Asante
- Montage : Chris Wyatt et Matthew Tabern
- Cinématographie : Tat Radcliffe et Christopher Ross
- Société de production : Cowboy Films, Easter Partisan, DreamCrew et SpringHill Entertainment[4]
- Société de distribution : Channel 4 (saisons 1 et 2) et Netflix (saisons 3 et 4)
- Pays d'origine :  Royaume-Uni
- Langue originale : anglais
- Genre : dramatique et criminel
- Nombre de saisons : 5
- Nombre d'épisodes : 34
- Durée : environ 60 minutes
- Date de première diffusion : 31 octobre 2011 (Channel 4 - saison 1), 20 août 2013 (Channel 4 - saison 2), 13 septembre 2019 (Netflix - saison 3) et 18 mars 2022 (Netflix - saison 4)

## Épisodes
| Saison | Épisode | Date de sortie                    | Chaîne/plateforme |
| ------ | ------- | --------------------------------- | ----------------- |
| 1      | 4       | 31 octobre 2011 - 3 novembre 2011 | Channel 4         |
| 2      | 4       | 20 août 2013 - 10 septembre 2013  | Channel 4         |
| 3      | 10      | 13 septembre 2019                 | Netflix           |
| 4      | 8       | 18 mars 2022                      | Netflix           |
| 5      | 6       | 7 septembre 2023                  | Netflix           |

### Saison 1:Summerhouse(2011)
1. Épisode 1 : Deux dealers d'une cité de l'est de Londres mènent un petit commerce florissant au pied de leurs immeubles.
2. Épisode 2 : Raikes donne deux semaines à Sully et Dushane pour récupérer la came volée par Kamale. Pour ce faire, ils décident d'utiliser les armes qu'ils viennent de trouver.
3. Épisode 3 : Après avoir visité l'appartement que Heather compte acheter avec l'argent de la drogue, Ra'Nell revoit sa mère, pendant que Sully rend visite à sa fille.
4. Épisode 4 : Choqué de découvrir que Sully est toujours en possession de l'arme qui a servi à tuer trois personnes, Dushane refuse pourtant de suivre le plan de Raikes.

### Saison 2:Summerhouse(2013)
1. Épisode 1 : Sous la houlette de son boss, le "Top Boy" Dushane affronte un nouveau rival : son ancien ami Sully. Pendant ce temps, la mère de Ra'Nell tente de reconstruire sa vie.
2. Épisode 2 : Alors qu'il rend visite à Joe, blessé, Dushane découvre qui a volé la came. Pendant ce temps, la police fait une descente à Summerhouse.
3. Épisode 3 : Pendant que Sully tente de discuter avec Dushane, Rafe cherche à se venger de Sully et Mike après le kidnapping de son jeune frère, Jermaine.
4. Épisode 4 : Furieux, le père de Gem se rend chez Vincent, tandis que Dushane et Sully tentent de récupérer la drogue volée par les Albanais.

### Saison 3 (2019)
Note : Pour Netflix, cette saison correspond à la première saison.
1. Promotion gangster : Pour prendre la tête d'un gang, Jamie décide de rompre les liens avec un fournisseur. En Jamaïque, Dushane, un criminel endurci, est à la merci d'un puissant malfrat.
2. Recoller les morceaux : Dushane est de retour à Londres. Jamie s'occupe de sa famille tout en prenant des risques. Avant sa sortie de prison, Sully subit les provocations d'un autre détenu.
3. Big Flame Burgers : À court d'argent, Dushane fait une proposition à un vieil ami et entreprend un cambriolage. Jamie tente de faire profil bas alors que la tension monte avec un gang rival.
4. L'argent n'a pas d'odeur : La querelle entre les Fields et les A-Roads monte d'un cran. Une violente attaque met Sully et Jason en danger. Le plan de Dushane prend un tournant inattendu.
5. De la fumée sans feu : Alors que l'argent coule à flots pour Dushane, Sully et leurs hommes, une nouvelle menace ayant eu vent de leur succès vient réclamer sa part du butin.
6. Enrôlement : Tandis que le gang Zero Tolerance assoit son pouvoir, les hommes de Dushane courtisent de jeunes recrues, mais quand Sully devient une cible, la guerre est déclarée.
7. Entre le jeu et la chandelle : Ats fait sa première livraison. La punition de Jamie tourne à la catastrophe. Après l'avertissement de Haze, Dushane veut éliminer la concurrence.
8. Le mauvais œil : Un visage familier s'évade de prison et confronte Jamie quant à son prétendu pouvoir. Lizzie est contrainte de changer de stratégie pour écouler sa marchandise.
9. Esprit de famille : Prêts à tout pour anéantir Sugar et Jamie, Dushane et Sully manigancent contre leurs ennemis, jusqu'à ce qu'un événement inattendu vienne bouleverser leurs plans.
10. Tu ne sais rien de moi : Lorsque l'élimination d'un ennemi remet Jamie en position de force, Dushane et Sully tentent de se montrer plus malins que lui en usant de tactiques audacieuses.

### Saison 4 (2022)
1. Les Valeurs : Décidé à se ranger, Dushane songe à de nouveaux horizons professionnels et fait une offre à Jamie. L'avenir de Summerhouse inquiète des résidents à cran.
2. Comment j'arrange ça ? : Amma apprend une terrible nouvelle. Sully fait une charmante rencontre. Jaq et l'équipe règlent une situation en interne et Dushane a un rendez-vous important en Espagne.
3. Un petit service : Après l'échec d'une livraison de drogue, Dushane envoie Jamie au Maroc pour identifier une fuite potentielle. Jaq se venge d'une attaque. La police s'intéresse à Ruben.
4. Elle me prend la tête : La police cherche à faire tomber Dushane. Ce dernier se brouille avec sa mère à cause du réaménagement de Summerhouse. Au Maroc, une autre livraison de drogue échoue.
5. Quinze max : Après la diffusion d'une vidéo inquiétante sur les réseaux, Dushane se démène pour retrouver Sully. Jamie part négocier en Espagne tandis que Lauren cherche une issue.
6. De cape et d'épée : Jaq retrouve la femme de la vidéo d'Ats. Dushane se rend à l'audience de libération sous caution de Ruben. En Espagne, une visite inattendue contrarie les plans de Jamie.
7. Tout pour la famille : Shelley affronte son passé. Jamie va à la rencontre de Kit. Déterminé à récupérer Lauryn, Curtis a recours à des moyens détournés. Dushane croule sous les problèmes.
8. Faire ses preuves : Jaq organise une rencontre avec Curtis. L'enquête de la police se heurte à un obstacle. La loyauté de Jamie est mise à l'épreuve. Dushane change d'avis.

### Saison 5 (2023)
1. Décrocher : Dushane accepte de soutenir la nouvelle entreprise de Shelley. Sully reçoit un colis contenant une terrible surprise.
2. Suivez le guide : Jaq passe du temps avec sa sœur Lauryn. Sully tente de s'occuper d'une nouvelle menace, mais Dushane ne lui fait pas confiance.
3. Un joyeux anniversaire : Dushane tente de retrouver ses investissements. Sully prépare un coup contre ses nouveaux partenaires. Les rêves de Shelley sont anéantis.
4. La came nous tue : Stefan et Erin font un pas en avant dans leur relation. Shelley met fin à sa relation avec Dushane. Jaq commence à douter de tout.
5. Et on en est arrivé là : Après un coup d'éclat, Jaq s'enfuit. Sully cherche des réponses. Dushane apprend que les enquêteurs le suivent de près. Shelley met fin à sa relation avec Dushane. Jaq commence à douter de tout.
6. La fête est finie : Alors que Summerhouse est en flammes, Jaq tente d'arranger les choses. Dushane se prépare à disparaître et Sully est confronté à un fantôme de son passé.

## Musique
Le 13 septembre 2019, la bande originale de la série, intitulée Top Boy (A Selection of Music Inspired by the Series), est publiée par OVO Sound, le label fondé par Drake, et Warner Records,. La bande originale comprend des morceaux de Nafe Smallz, Fredo, Headie One, Baka Not Nice, Giggs, M Huncho, Youngs Teflon, Dave, SL, Popcaan, Quada, AJ Tracey, Ghetts, Avelino, Little Simz, Taeway et Drake.

## Accueil
La série a reçu un accueil positif de la part des critiques. La première série a été diffusée avec 1,1 million de téléspectateurs et a réussi à maintenir sa part d'audience tout au long de ses quatre soirées. Tom Sutcliffe, écrivant dans The Independent, a déclaré : « Le drame ne comportait pratiquement aucune prédication, mais le sens de la moralité était omniprésent, alors que la mauvaise conscience vacillait dans le visage des personnages les plus durs et que le chagrin frappait aussi bien les coupables que les irréprochables. Mieux encore, elle trouve toujours un peu de temps pour autre chose que l'intrigue, que ce soit le badinage dans les cages d'escalier ou la beauté mélancolique de la ville la nuit. De la très bonne télévision ». Ed Cumming du Daily Telegraph a parlé de « petites imperfections », avant d'ajouter que « dans l'ensemble, il s'agit d'un drame bien fait et convaincant, avec une excellente distribution. Ashley Walters, qui a fait partie du groupe de rap So Solid Crew et qui a été arrêté dans la vie réelle pour des crimes commis avec des armes à feu, connaît le monde qu'il dépeint. Les deux garçons, Ra'Nell et Gem, ont fait un bon travail en équilibrant l'agressivité adolescente et la vulnérabilité naïve. Lorsque Ra'Nell a laissé un message sur le téléphone de sa mère malade mentale, on savait que c'était à moitié par sens des responsabilités envers elle et à moitié parce qu'il voulait simplement sa maman. Je me demande s'il aura encore besoin d'elle à la fin de la soirée de jeudi ». Il a également relevé des similitudes avec la série télévisée américaine Sur écoute (The Wire).

## Article annexe
- Psychotrope au cinéma et à la télévision